# Roger Bigod, IV conte di Norfolk
Roger Bigod, IV conte di Norfolk (1209 circa – 4 luglio 1270), è stato un nobile inglese.
Fu anche lord maresciallo d'Inghilterra.

## Biografia
Era il figlio primogenito ed erede di Ugo Bigod, III conte di Norfolk (1182-1225) e della moglie Matilde, una delle figlie di Guglielmo il Maresciallo, I conte di Pembroke (1147-1219), lord maresciallo d'Inghilterra.
Suo fratello minore era Hugh Bigod (1211-1266), giustiziere.
Dopo la morte del padre avvenuta nel 1225, il giovane Roger fu posto sotto la tutela di Guglielmo Longespée, III conte di Salisbury.

## Eredità
Nel 1228, sebbene ancora minorenne, ma ormai sposato e sotto una seconda tutela da parte di Guglielmo il Leone, re di Scozia, egli succedette nella proprietà dei possedimenti paterni, incluso il Castello di Framlingham.
Comunque, Roger Bigod non ricevette il titolo paterno fino al 1233.

## Carriera
Dopo la morte senza eredi maschi dell'ultimo dei fratelli di sua madre, nel 1246 Roger ereditò anche l'incarico di lord maresciallo di Inghilterra.
Assieme al suo fratello minore Hugh Bigod, egli primeggiò sui baroni che strapparono il controllo del governo dalle mani del re Enrico III e assistettero Simon de Montfort nella Seconda guerra dei baroni.

## Matrimonio
Il suo primo tutore fece sposare nel 1225 Roger Bigod con Isabella di Scozia, figlia di Guglielmo il Leone, re di Scozia, dopo di che, ancora minorenne, divenne tutore del suo nuovo cognato Alessandro II di Scozia, ruolo che svolse fino al 1228.

## Successione
Roger non ebbe figli e a lui succedette suo nipote Roger Bigod, V conte di Norfolk (1245-1306).